# Ephraim Lipson
Ephraim Lipson, auch E. Lipson (* 1. September 1888 in Sheffield; † 22. April 1960 in Lambeth, London) war ein britischer Wirtschaftshistoriker.

## Leben
Lipson war der Sohn eines jüdischen Möbelhändlers und besuchte zunächst die Sheffield Royal Grammar School. Anschließend studierte er am Trinity College in Cambridge, er schloss sein Studium in Geschichte 1910 mit Auszeichnung ab.
Nach seinem Abschluss war er zunächst als unabhängiger Forscher und Tutor an der  University of Oxford tätig, später lehrte er in Cambridge (1921–1931), dann an der Boston University (1932–1933) und ab 1933 an der California University.
Lipson war 1926 neben Eileen Power und R.H. Tawney der dritte Mitgründer der Economic History Society.
Sein schriftlicher Nachlass findet sich bei der British Library of Political and Economic Science im Bestand für die Economic History Society.

## Werke (Auszug)
- Herausgeber des Economic History Review (1921–1934) (mit Richard Henry Tawney (1880–1962), Michael Moïssey Postan (1899–1981), H. J. Habbakuk, Economic History Society)
- The economic history of England, 3 Bände., 1915–1931
- Europe in the nineteenth century, 1916
- The history of the English woollen and worsted industries, 1921
- Increased production, 1921
- The inventions, 1934
- Europe, 1914–1939
- A planned economy and free enterprise, 1944